# Institutos seculares
Os institutos seculares são associações comunitárias de leigos católicos que vivem um tipo de vida consagrada, professando votos evangélicos de pobreza, castidade e obediência e cultivando uma intensa vida de oração. 
Sua atuação é no mundo secular, em todas as atividades humanas, e a sua missão é colaborar na santificação do mundo de acordo com os valores evangélicos e cristãos. Isto quer dizer que eles não cultivam um modo de vida enclausurado ou fechado, ao contrário da maior parte das ordens religiosas.
Esta forma de consagração foi aprovada pela Igreja Católica em 1947, através da Constituição Apostólica "Provida Mater Ecclesia".

## Documentos pontifícios sobre os institutos seculares
- Constituição Apostólica "Provida Mater Ecclesia" (1947).
- O Motu Próprio "Primo Feliciter"(1948)
- Instrução "Cum Sanctissimus"(1948)
- Código de Direito Canônico: os Cânones 710-730.
- Exortação Apostólica Pós-Sinodal sobre a Vida Consagrada e sua Missão na Igreja e no Mundo (1996)